# Неверов, Василий Иванович
Неверов Василий Иванович (12 января 1930, Смоленское, Западно-Сибирский край, СССР — 20 февраля 2003) — советский и российский учёный и общественный деятель, заслуженный работник культуры Российской Федерации, Почетный профессор и первый ректор Алтайского государственного университета.

## Биография
Родился 12 января 1930 г. в селе Смоленском ныне Алтайского края. Трудовую жизнь начал будучи школьником, в годы Великой Отечественной войны работал помощником сатураторщика на Бийском сахарном заводе. После окончания средней школы работал учителем начальной школы и истории. С 1951 года — на партийной работе. Инструктор, заместитель заведующего отделом пропаганды и агитации Бийского горкома ВКП(б) — КПСС. В 1952 избран первым секретарем Бийского горкома комсомола, а в 1954 — краевого комитета ВЛКСМ. Одновременно учится в Бийском учительском институте, затем Барнаульском педагогическом институте, получил специальность учителя истории.
С 1956 г. работает в системе высшего образования: ассистент, старший преподаватель, доцент (1966), профессор (1978). Окончил аспирантуру в Казахском университете. Кандидат исторических наук.
С 1968 по 1973 г. — заведующий отделом науки и учебных заведений Алтайского крайкома КПСС. Внес большой вклад в развитие высшего, среднего специального, общего среднего и профессионально-технического образования. Был одним из инициаторов создания Алтайского государственного университета, выступал за его организацию не на базе педагогического института, а на самостоятельной основе.

### Ректор АГУ
29 мая 1973 г. крайком КПСС поручает ему возглавить новый вуз. В должности ректора АлтГУ Неверов проработал 14 лет, на которые приходится период становления университета. Сформирован научно-педагогический коллектив, организован учебный процесс, развернуты научные исследования, открыта аспирантура, началась планомерная подготовка докторов наук, установлены прочные связи с академическими и вузовскими учреждениями. За время ректорской работы В. И. Неверова подготовлено около 7 тысяч специалистов для народного хозяйства. Проведена значительная работа по созданию и укреплению материально-технической базы.
Умер Василий Иванович после тяжелой болезни 20 февраля 2003 года.

## Общественная деятельность
Являлся депутатом краевого совета народных депутатов четырёх созывов, 15 лет возглавлял краевое общество «Знание».

## Награды
За работу по созданию и развитию университета награждён орденом Трудового Красного Знамени.
Другие награды: Орден "Знак Почёта", медали «За освоение целинных и залежных земель», «За доблестный труд. В ознаменование 100-летия со дня рождения В. И. Ленина», «Ветеран труда», грамоты Министерства образования России, краевого комитета КПСС и краевого совета народных депутатов, администрации Алтайского края.

## Память
В память о Василии Ивановиче установлена мемориальная доска на крыльце корпуса «Д» Алтайского государственного университета (г. Барнаул, ул. Димитрова, 66)